# Maniitsoq Museum
Maniitsoq Museum er et historisk museum og et kulturmuseum i byen Maniitsoq på vestkysten af Grønland.
Området har været befolket i over 4.000 år, og museet viser billeder og arkæologiske fund fra disse bosætninger. Museet viser fund fra både Saqqaq-kulturen, vikingetiden og den senere Thule-kulturen. 
Museet består af fire bygninger, og bygningerne stammer fra 1840-tallet, fra kolonitiden. Bygningerne lå oprindeligt i centrum af byen, men blev i begyndelsen 1970'erne flyttet til nordsiden af byen, da fiskefabrikken skulle bygge ud. 
En af bygningerne er viet til den lokale kultur, og udstiller malerier, skulpturer, udskæringer og andet kunsthåndværk fra Maniitsoqområdet. 